# Ética animal
La ética animal es un término usado en el mundo académico para describir el estudio de las relaciones entre humanos y no-humanos. El tema incluye derechos de los animales, bienestar animal, ley animal, especismo, cognición animal, conservación de la fauna, el estado moral de los animales no humanos, el concepto de personalidad no-humana, excepcionalismo humano, la historia del uso animal, y las teorías de la justicia.

### En español
- Dorado, Daniel; La consideración moral de los animales no humanos en los últimos cuarenta años: una bibliografía anotada (2010) Télos, 17, 2010, 47-63.
- Faria, Catia; Muerte entre las flores: el conflicto entre el ecologismo y la defensa de los animales no humanos, (2012) Viento Sur, 125, 68-76.
- Horta, Oscar; Tomándonos en serio la consideración moral de los animales: más allá del especismo y el ecologismo, (2012) en Rodríguez Carreño, Jimena (ed.), Animales no humanos entre animales humanos, Plaza y Valdés, Madrid, 2012, 191-226.
- Horta, Óscar; Un paso adelante en la defensa de los animales, (2017), Plaza y Valdés, Madrid, ISBN 9788417121044.
- Singer, Peter; Liberación animal  (1999) Trotta, Madrid, ISBN 84-8164-262-2, ISBN 978-84-8164-262-9
- Velasco, Angélica; La ética animal ¿Una cuestión feminista? (2017) Ediciones Cátedra Colección Feminismos ISBN 9788437636641

### En inglés
- Frasch, Pamela D. et al. Animal Law in a Nutshell. West, 2010. (en inglés)
- Gruen, Lori. Ethics and Animals: An Introduction. Cambridge University Press, 2011. (en inglés)
- Rowlands, Mark. Animals Like Us. Verso, 2002. (en inglés)
- Sunstein, Cass R. and Nussbaum, Martha (eds). Animal Rights: Current Debates and New Directions. Oxford University Press, 2005. (en inglés)
- Wagman, Bruce A.; Waisman, Sonia S.; Frasch, Pamela D. Animal Law: Cases and Materials. Carolina Academic Press, 2009. (en inglés)
- Waldau, Paul. "Animal Rights: What Everyone Needs to Know". Oxford University Press, 2011. (en inglés)